# Дім Викофів
Дім Викофів (англ. Wyckoff House) — найстаріший будинок у місті та штаті Нью-Йорк. Його побудував нідерландський іммігрант Пітер Клейзен Викоф (нідр. Pieter Claesen Wyckoff), у 1652 році. Дім залишався у власності сім'ї Викофів та використовувався як ферма до 1901 року. Дім було додано до Національного реєстру історичних місць США у 1967 році. З 1982 року відкритий для громадськості як музей.

## Історія
Пітер Клайзен (пізніше — Викоф) — іммігрант з Нідерландів приїхав до Нових Нідерландів у 1637 році. Згодом оселився на території сучасного Брукліну, придбав землю й займався землеробством. У 1652 збудував однокімнатний дім який залишався родинною фермою нащадків до 1901 року. Під час англійської окупації Нових Нідерландів, у 1664 році, будинок був тимчасово конфіскованим. 1740 року дім було розширено, збільшуючи загальну площу більше ніж удвічі. Значну роль у збереженні будівлі від знищення зіграв прямий нащадок — William S. Wyckoff (1915—2006). 1969 року дім було передано до міської власності. Реставраційні роботи тривали у 1979—1982 роках. Будинку повернено приблизний вигляд 1820 року. З 1982 працює музеєм, присвяченим як окремому роду Викофів, так і історії колоніального нідерландського минулого міста Нью-Йорка.

## Галерея

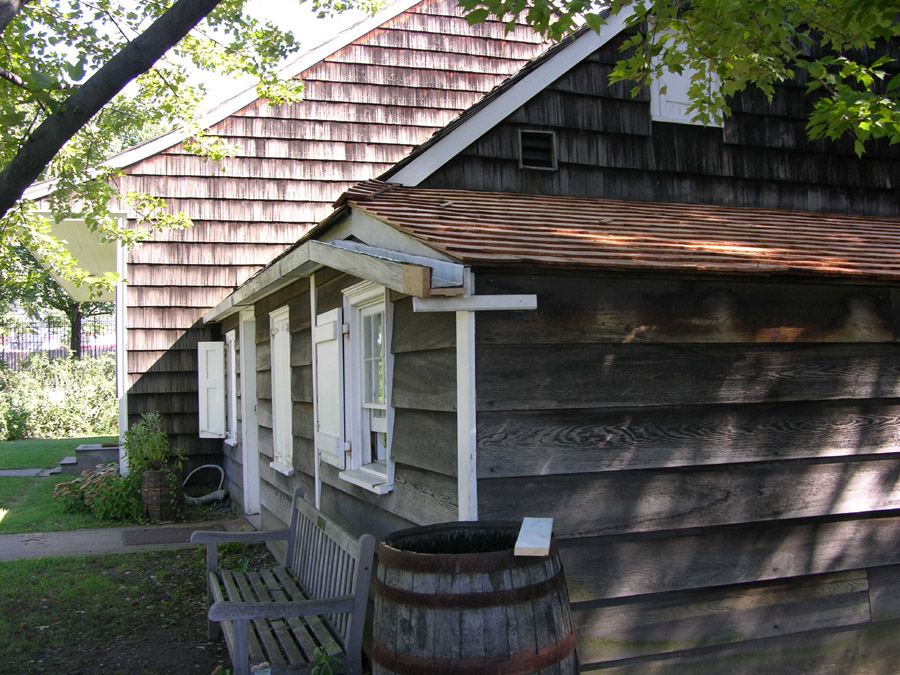
На передньому плані оригінальна частина 1652 року
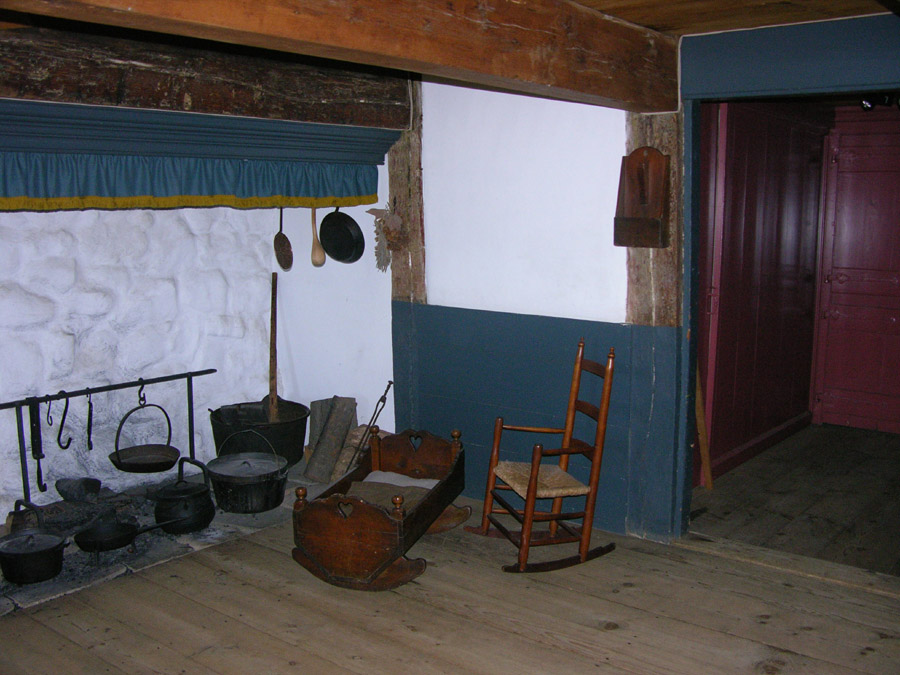
Інтер'єр оригінальної частини відображає американське життя нових нідерландців 17 століття
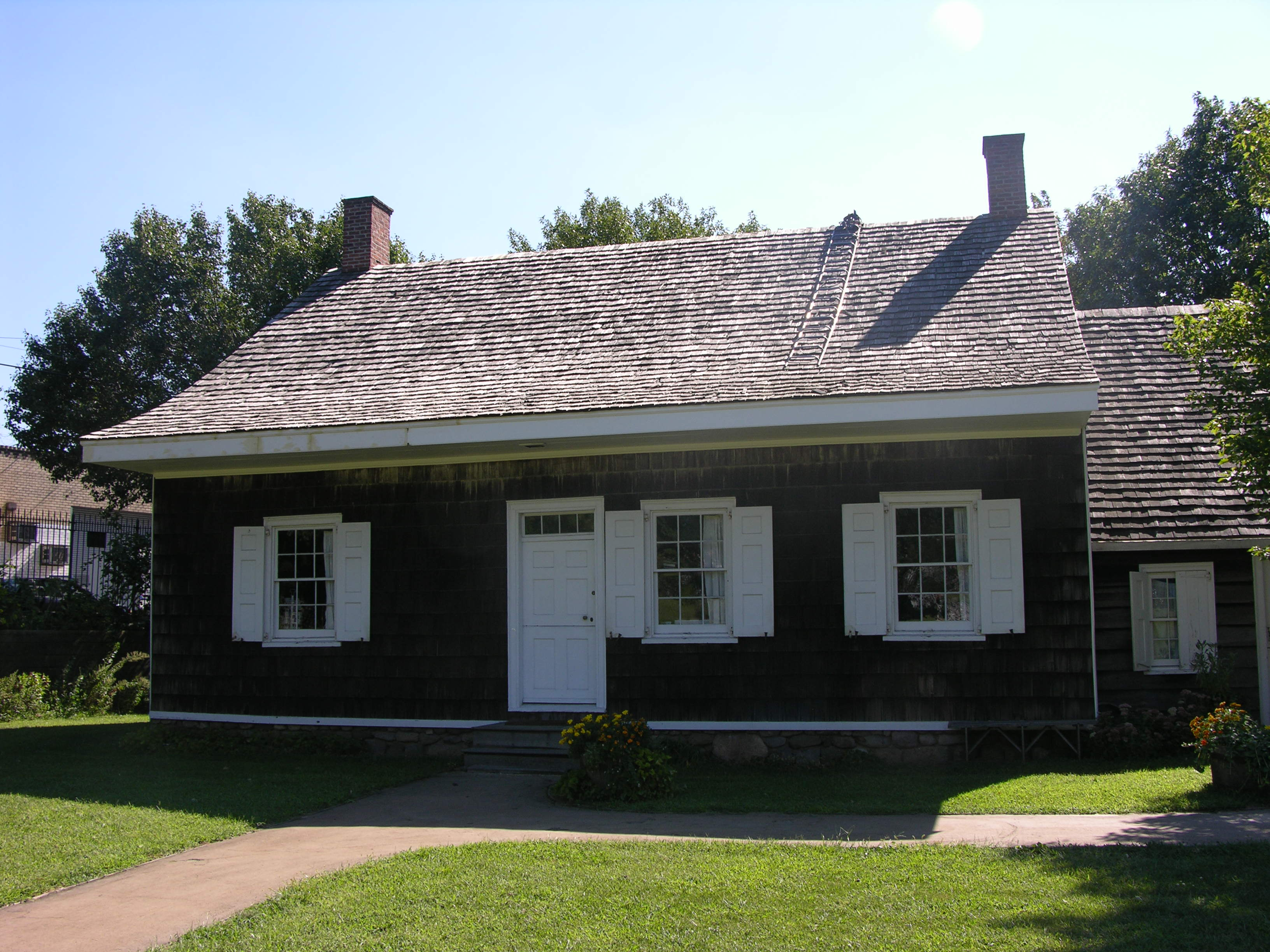
Прибудова 1740 року